# Роскоу, Уильям
Уильям Роскоу (англ. William Roscoe, 8 марта 1753 — 30 июня 1831) — английский ботаник и историк, депутат Палаты общин (1806—1807).

## Биография
Уильям Роскоу родился в Ливерпуле 8 марта 1753 года.
В 1773 году он был одним из основателей Ливерпульского общества поддержки искусств живописи и дизайна (англ. Liverpool society for the encouragement of the arts of painting and design).
В 1787 году была опубликована его работа The Wrongs of Africa: Part the First.
В 1788 году была опубликована его работа The Wrongs of Africa: Part the Second.
Уильям Роскоу умер в своём доме в Ливерпуле 30 июня 1831 года.

## Научная деятельность
Уильям Роскоу специализировался на семенных растениях.

## Научные работы
- William Roscoe: The Wrongs of Africa: Part the First (1787)[3].
- William Roscoe: The Wrongs of Africa: Part the Second (1788)[5].